# Caprella kincaidi
Caprella kincaidi är en kräftdjursart som beskrevs av Edward Morell Holmes 1904. Caprella kincaidi ingår i släktet Caprella och familjen Caprellidae. Inga underarter finns listade i Catalogue of Life.